# Улица Гетмана Мазепы (Ивано-Франковск)
Улица Гетмана Мазепы (укр. Вулиця Гетьмана Мазепи) — одна из центральных улиц Ивано-Франковска. Названа в честь гетмана Украины Ивана Степановича Мазепы. Пролегает от перекрёстка улиц Галицкая, Гетмана Мазепы, Бельведэрская  до транспортной развязки — улица Гетмана Мазепы-улица Криховецкая. Протяжённость улицы: 3,5 км. До переименования в 90-х годах улица носила название — улица Дзержинского.

## История
Улица возникла в начале XVIII столетия и первоначально называлась Армянской, поскольку её населяли армяне. Впоследствии на улице была уложена брусчатка, и она стала называться Брусчаточной. В 1885 году её переименовали в честь польского короля Яна-Казимира, и она сделалась Казимировской. Уже после революции в 1919 году правительство ЗУНР переименовало улицу в честь Ивана Мазепы. В 1936 году она вновь была переименована, на этот раз в улицу Польской военной организации. В советское время улица именовалось Дзержинской. После провозглашения независимости Украины улице Дзержинского было возвращено название 1919 года, и она вновь стала улицей гетмана Мазепы.

## Примечательные здания
- дом № 1 — Ивано-Франковский историко-мемориальный музей имени Олексы Довбуша;
- дом № 6 - первый кинофильм в Станиславе, ныне Ивано-Франковске демонстрировался в мае 1897 года господином Малиновским. Он показывал жанровую сценку "Дети, которые играют", а так же виды городов Лондона и Парижа. Это была разовая акция, которая состоялась на втором этаже здания по ул. Мазепы, 6.